# De la misère humaine en milieu publicitaire
De la misère humaine en milieu publicitaire est un essai du groupe Marcuse (« Mouvement autonome de réflexion critique à l'usage des survivants de l’économie », composé de sociologues, économistes, philosophes, historiens, psychologues et médecins), paru en 2004 aux éditions La Découverte, qui traite du rôle de la publicité dans la société de consommation et le capitalisme.

## Résumé
Dans cet essai à charge, les auteurs dénoncent le rôle de la publicité dans la société : « pilier de la société capitaliste » selon le groupe Marcuse, la publicité sert de « carburant idéologique » au mode de vie consumériste et au productivisme, aux dépens de l'humanité et de l'environnement,,,.
Le groupe Marcuse se nomme ainsi en référence à Herbert Marcuse.

## Prix
L'ouvrage a reçu le « prix du pamphlet » des éditions Anabet lors de sa réédition, en 2010,.

## Éditions
- De la misère humaine en milieu publicitaire. Comment le monde se meurt de notre mode de vie, La Découverte, 2004, 142 pages  (ISBN 2707144207)
- De la misère humaine en milieu publicitaire. Comment le monde se meurt de notre mode de vie, La Découverte, mai 2010, 171 pages  (ISBN 9782707164575)